# Bernd Alois Zimmermann
Bernd Alois Zimmermann (Erftstadt, 20 marzo 1918 – Frechen, 10 agosto 1970) è stato un compositore tedesco.
Autore problematico e molto singolare, egli è maggiormente noto per la sua opera Die Soldaten, che è considerata, oltre che il suo capolavoro, come una tra le più importanti del XX secolo, risultato del suo personalissimo e originale stile; è difficile, infatti, etichettare la sua musica come avant-garde, seriale o postmoderna. Nel corso della sua produzione si avvalse di un'ampia gamma di tecniche, che vanno dalla dodecafonia alla "citazione musicale" della musica concreta.

## Biografia
Zimmermann effettuò studi musicali piuttosto irregolari: iniziò a frequentare i corsi di musicologia e composizione durante l'inverno del 1938 presso il Conservatorio di Musica di Colonia. Nel 1940, si arruolò nella Wehrmacht, ma fu congedato nel 1942 a causa di una grave malattia della pelle. Dopo il suo ritorno agli studi, non riuscì a conseguire alcun diploma prima del 1947 sempre a causa della guerra. Tuttavia, egli era già impegnato come compositore indipendente, prevalentemente per la radio. Dal 1948 al 1950, partecipò al Kranichsteiner / Darmstädter Ferienkursen für Neue Musik (una vacanza studio a Darmstadt, di quelle rivolte alle nuove tendenze musicali), dove ricevette alcuni consigli, tra gli altri, da René Leibowitz e Wolfgang Fortner.
Negli anni Sessanta, dopo aver ottenuto la cattedra di composizione, divenne famoso per la sua opera Die Soldaten (la cui prima si svolse nel 1965, due anni dopo averla iniziata a comporre). L'opera non era stata eseguita subito a causa dell'enorme numero di persone necessarie e la difficoltà esecutiva; entrambi questi motivi spinsero l'Opera di Colonia a ritenere l'opera "unspielbar" (non eseguibile). Nonostante questo periodo abbastanza florido, le sue tendenze depressive peggiorarono sempre più anche a livello fisico, aggravate da un rapido deterioramento degli occhi. Il 10 agosto 1970, dunque, Zimmermann si uccise gettandosi dalla finestra della sua abitazione di Frechen nei pressi di Colonia, appena cinque giorni dopo aver completato la partitura di Ich wandte mich um und sah an alle, die Unrecht leiden unter der Sonne. In quel periodo stava preparando un'altra opera, Medea.

## Opere scelte
- Extemporale per pianoforte (1946)
- Capriccio per pianoforte (1946)
- Lob der Torheit (cantata burlesca da Johann Wolfgang von Goethe, per Solo, coro e grande orchestra (1947)
- Enchiridion I per pianoforte (1949)
- Alagoana (Caprichos Brasileiros) balletto (1950)
- Concerto per violino e orchestra (1950)
- Sonata per violino (1951)
- Sinfonia in un movimento (1951, rivista nel 1953)
- Enchiridion II per pianoforte (1951)
- Concerto per oboe e orchestra da camera (1952)
- Des Menschen Unterhaltsprozeß gegen Gott (opera per la radio in tre atti; testo preso da Pedro Calderón de la Barca e adattato da Matthias Bungart (1952)
- Nobody knows the trouble I see Concerto per tromba e orchestra da camera (1954)
- Sonata per viola (1955)
- Konfigurationen per pianoforte (1956)
- Perspektiven — Musik für ein imaginäres Ballet (Prospettive — Musica per un balletto immaginario) per 2 pianoforti (1956)
- Die fromme Helene per voce recitante e ensemble (1957)
- Canto di speranza Cantata per violoncello e piccola orchestra (1957)
- Omnia tempus habent Cantata per soprano e 17 strumenti (1957)
- Dialoge Concerto per 2 pianoforti e orchestra (1960)
  - Re-intitolato Monologue per 2 pianoforti (nel 1964)
- Sonata per violoncello (1960)
- Présence, ballet blanc per piano trio e voce recitante (testo di Paul Pörtner) (1961)
- Antiphonen per viola e 25 strumentisti (1961)
- Tempus Loquendi per flauto (1963)
- Die Soldaten Opera in 4 atti, libretto dal compositore, dopo il dramma omonimo di Jakob Michael Reinhold Lenz (1965)
- Musique pour les soupers du Roi Ubu (Ballet noir en sept parties et une entrée) Balletto dopo "Ubu re" di Alfred Jarry (1966)
- Concerto per violoncello e orchestra, en forme de pas de trois (1966), dedicato a Siegfried Palm
- Tratto composizione elettronica (1967)
- Intercomunicazione per violoncello e pianoforte (1967)
- Die Befristeten per quintetto jazz (1967)
- Photoptosis preludio per grande orchestra (1968)
- Requiem für einen jungen Dichter — Lingual per voce recitante, soprano, baritono, tre cori, electric tape, orchestra, jazz combo e organo (1969)
- Vier kurze Studien per violoncello (1970)
- Stille und Umkehr sketches per orchestra  (1970)
- Tratto 2 composizione elettronica (1970)
- Ich wandte mich um und sah an alles Unrecht, das geschah unter der Sonne — Ekklesiastische Aktion per 2 voci recitanti, basso e orchestra (1970)
- Più varie composizioni per la radio, i teatri e film